# 西野真人
西野 真人（にしの まさと、1975年2月2日 - ）は、日本の男性声優。奈良県出身。

## 略歴
プロ・フィット声優養成所卒。
以前はプロ・フィットに所属していた。

## 人物
方言は関西弁。
趣味はマウンテンバイク。特技はスポーツ全般。
資格は普通自動車免許。

## 出演作品

### テレビアニメ
2005年
- 韋駄天翔（手下C）
- SHUFFLE!（男子生徒A）
- ふしぎ星の☆ふたご姫（ニャムル）

2006年
- N・H・Kにようこそ!（男子生徒、同僚、会員）
- 銀河鉄道物語 〜永遠への分岐点〜（ピエール、幹部候補生B、男B、スタッフC）
- ふしぎ星の☆ふたご姫 Gyu!（メロン）
- 武装錬金（オペレーター）
- ぷるるんっ!しずくちゃん（アミノ先生）
- 夜明け前より瑠璃色な 〜Crescent Love〜（士官）
- 吉宗（若侍、曲者3）

2007年
- CLANNAD -クラナド-（客）
- ケロロ軍曹（男の子）
- ぷるるんっ!しずくちゃん あはっ☆（アミノ先生、司会者）

2008年
- スキップ・ビート!（スタッフ）

2012年
- じょしらく（歌舞伎者2）
- ぴっちぴち♪しずくちゃん（アミ野先生）

2016年
- 逆転裁判 〜その「真実」、異議あり!〜（宇在拓也）

### ゲーム
2007年
- SDガンダム GGENERATION SPIRITS
- こいとれ 〜REN-AI TRAINING〜（比嘉曜一）
- Sugar+Spice!（伊達麻希）

2008年
- コンチェルトノート（上杉慶一）
- Volume7（尾上龍護）

2010年
- うたてめぐり（日高皐月 / 爽）
- Cross Days（石丸）

2011年
- 輝光翼戦記 銀の刻のコロナ（梶智明）

2012年
- 輝光翼戦記 銀の刻のコロナFD（梶智明）
- 冬桜抄-さくらがたり-（陽向）
- 黄昏の先にのぽる明日 -あっぷりけFanDisc-（上杉慶一）

2013年
- Muv-Luv Alternative Chronicles 04（真壁介六郎）

### 吹き替え
2002年
- ふたりはお年ごろ（男子）

### ドラマCD
2005年
- 月は闇夜に隠るが如く（男4）